# What’s My Name? (песня Snoop Doggy Dogg)
«What’s My Name?» (с англ. — «Как меня зовут?») — сингл американского рэпера Snoop Doggy Dogg, с его альбома Doggystyle, который вышел 30 октября, 1993 года. Продюсером сингла стал Dr. Dre.

## О сингле
Сингл был спродюсирован Dr. Dre, и имеет интерполяцию от Funkadelic: «(Not Just) Knee Deep», George Clinton: «Atomic Dog», и Parliament: «Give Up the Funk (Tear the Roof off the Sucker)». Начало песни взято из The Counts': «Pack of Lies».
Snoop Doggy Dogg стал одним из немногих гангста-рэперов, с лаконичным и непринужденно-протяжным голосом, который читал рэп о его участии в преступных бандах, убийствах, наркотиках, сексуальном насилии, и перестрелках.
Дополнительный вокал в песне был исполнен Jewell, Tony Green, и Dr. Dre. Также вышла вторая часть песни в 2000 году с альбома Tha Last Meal под названием Snoop Dogg (What’s My Name Pt. 2). Обложка сингла была сделана Joe Cool. В песне есть строчки с песни «Deep Cover», исполненный Dr. Dre и Snoop Dogg.
Строчки его песни «What’s My Name?»: «Went solo on that ass / but it’s still the same» and «What’s my motherfuckin' name?» также спели в своих песнях Jay-Z: «Jigga My Nigga», Ja Rule, и Jennifer Lopez в своём треке «I’m Real (Murder Remix)».

## Музыкальное видео
Fab 5 Freddy стал режиссёром клипа. Snoop и другие в клипе превращаются в собак (таких как доберман и ротвейлеры), чтобы сбежать от сердитых отцов. Одна сцена показывает животных, носящих солнцезащитные очки, куря сигары и играя на деньги в кости (пародия на серию картин Dogs Playing Poker). Другие партнеры по лейблу Snoop, Kurupt, Daz Dillinger, и Warren G, делают миниатюрные появления в клипе.

## Коммерческий успех
Этот трек попал в чарт Billboard Hot 100 под номером 8. В 1994 году сингл был удостоен платины.

## Список композиций
12-дюймовый сингл
- A1 «What’s My Name? (Radio Edit)»
- A2 «What’s My Name? (LP Version)»
- B1 «What’s My Name? (Explicit Club Mix)»
- B2 «What’s My Name? (Club Instrumental)»

Кассета
- A1 «What’s My Name? (Radio Mix)»
- A2 «What’s My Name? (Clean Club Mix)»
- B1 «What’s My Name? (Radio Mix)»
- B2 «What’s My Name? (Clean Club Mix)»

CD-сингл
- «What’s My Name? (Clean Radio Mix)»
- «What’s My Name? (Clean Club Mix)»
- «What’s My Name? (Explicit Club Mix)»
- «What’s My Name? (LP Version)»
- «What’s My Name? (Instrumental)»

7-дюймовый сингл
- A «What’s My Name? (Clean Radio Mix)»
- B «What’s My Name? (Clean Club Mix)»